# منتخب ساحل العاج تحت 23 سنة لكرة القدم
منتخب ساحل العاج تحت 23 سنة لكرة القدم هو ممثل ساحل العاج الرسمي في المنافسات الدولية في كرة القدم في فئة كرة قدم تحت 23 سنة للرجال، يديره اتحاد ساحل العاج لكرة القدم.